# Catherine Ndereba
Wincatherine Nyambura „Catherine” Ndereba (1972. július 21. –) kétszeres olimpiai ezüstérmes kenyai atléta, maratoni futó.

## Pályafutása
2000-ben tűnt fel a nemzetközi mezőnyben. Ebben az évben megnyerte a bostoni, majd a Chicago Maratont. 2001-ben újfent első lett e két versenyen, ráadásul a chicagói viadalon új világrekordot futott. Ndereba a japán Takahasi Naoko egy héttel korábban felállított világcsúcsát majd egy perccel javította meg.
2003-ban győzött a párizsi világbajnokságon, valamint második lett a New York City Marathonon, és a London maratonon. 2004-ben vett részt első alkalommal az olimpiai játékokon. A távot másodikként zárta, mindössze tizenkét másodperces hátrányban a japán Mizuki Nogucsi mögött, és lett ezüstérmes. Ebben az évben, majd 2005-ben is megnyerte a Boston maratont, amivel - a nők között - a verseny első négyszeres győztese lett. A helsinki világbajnokságot másodikként zárta a brit Paula Radcliffe mögött.
2007-ben újfent világbajnokságot nyert, majd 2008-ban újfent ezüstérmet szerzett az olimpián.

## Egyéni legjobbjai
- 5000 méteres síkfutás - 15:27,84 s (2000)
- 10 000 méteres síkfutás - 32:17,58 s (2000)
- Félmaraton - 1.07:54 s (2001)
- Maratoni futás - 2.18:47 s (2001)

## Magánélete
Nairobiban él férjével, Anthony Mainával és lányukkal, Jane-el (1997).[forrás?]